# Chris Shiflett
Christopher Aubrey Shiflett (Santa Barbara, 6 maggio 1971) è un cantante e chitarrista statunitense.
È membro dei Foo Fighters e dei Me First and the Gimme Gimmes e in passato dei No Use for a Name. Alcune volte per esibirsi ha usato lo pseudonimo Jake Jackson.

## Biografia
Si è unito ai Foo Fighters in seguito alla pubblicazione del loro album There Is Nothing Left to Lose, lasciando i No Use for a Name proprio prima della partenza del tour in supporto per More Betterness!.
È sposato ed ha tre figli: Liam John, Dashell Ellis and Eamon Riley. Nel tour del 2005 con i Weezer sulla sua chitarra appariva una foto col figlio Liam e la scritta #1 Dad. Sulla sua Gibson Les Paul è presente la faccia di Ace Frehley chitarrista dei Kiss.
È anche il frontman del gruppo Jackson United, insieme a suo fratello Scott al basso, che ha esordito nel 2004 con Western Ballads (Magnificent Records).
Il 14 aprile 2017 Shiflett ha pubblicato il suo primo album solista West Coast Town, anticipato a febbraio dal singolo omonimo.

## Discografia

### Da solista
- 2017 – West Coast Town
- 2019 – Hard Lessons

### Con i No Use for a Name
- 1995 – ¡Leche con carne!
- 1997 – Making Friends
- 1999 – More Betterness!

### Con i Me First and the Gimme Gimmes
- 1997 – Have a Ball
- 1999 – Are a Drag
- 2001 – Blow in the Wind
- 2003 – Take a Break
- 2004 – Ruin Jonny's Bar Mitzvah (live)
- 2006 – Love Their Country

### Con i Foo Fighters
- 2002 – One by One
- 2005 – In Your Honor
- 2005 – Skin and Bones (live)
- 2007 – Echoes, Silence, Patience & Grace
- 2011 – Wasting Light
- 2014 – Sonic Highways
- 2017 – Concrete and Gold
- 2021 – Medicine at Midnight
- 2023 – But Here We Are

### Con i Jackson United
- 2004 – Western Ballads

### Con i Chris Shiflett & The Dead Peasants
- 2010 – Chris Shiflett & The Dead Peasants
- 2013 – All Hat and No Cattle